# Circoscrizione Cuiavia-Pomerania
La circoscrizione Cuiavia-Pomerania è una circoscrizione elettorale per l'elezione dei membri del Parlamento europeo spettanti alla Polonia.

## Storia
La circoscrizione venne creata dalla legge 23 gennaio 2004, senza assegnarle formalmente un nome, ma solamente un numero.

## Territorio
La circoscrizione comprende, fin dalla sua istituzione, l'intero territorio del voivodato della Cuiavia-Pomerania.

## Risultati

### VI legislatura
| Partito                            | Partito                                                 | Risultati 13 giugno 2004 | Risultati 13 giugno 2004 | Risultati 13 giugno 2004 | Seggi | Seggi |
| Partito                            | Partito                                                 | Voti                     | %                        | ±                        | Num   | ±     |
| ---------------------------------- | ------------------------------------------------------- | ------------------------ | ------------------------ | ------------------------ | ----- | ----- |
|                                    | Piattaforma Civica                                      | 70 193                   | 24,02                    | n.d.                     | 1     | n.d.  |
|                                    | Lega delle Famiglie Polacche                            | 46 221                   | 15,82                    | n.d.                     | 0     | n.d.  |
|                                    | Autodifesa della Repubblica Polacca                     | 34 483                   | 11,80                    | n.d.                     | 0     | n.d.  |
|                                    | Unione della Libertà                                    | 31 436                   | 10,76                    | n.d.                     | 0     | n.d.  |
|                                    | Alleanza della Sinistra Democratica - Unione del Lavoro | 31 330                   | 10,72                    | n.d.                     | 0     | n.d.  |
|                                    | Diritto e Giustizia                                     | 26 711                   | 9,14                     | n.d.                     | 0     | n.d.  |
|                                    | Partito Popolare Polacco                                | 20 256                   | 6,93                     | n.d.                     | 0     | n.d.  |
|                                    | Socialdemocrazia Polacca                                | 14 189                   | 4,86                     | n.d.                     | 0     | n.d.  |
|                                    | Unione per la Politica Reale                            | 4 813                    | 1,65                     | n.d.                     | 0     | n.d.  |
|                                    | KPEiR-PLD                                               | 3 554                    | 1,22                     | n.d.                     | 0     | n.d.  |
|                                    | Iniziativa per la Polonia                               | 3 327                    | 1,14                     | n.d.                     | 0     | n.d.  |
|                                    | Comitato Elettorale Nazionale                           | 2 061                    | 0,71                     | n.d.                     | 0     | n.d.  |
|                                    | Coalizione Civica Nazionale                             | 1 862                    | 0,64                     | n.d.                     | 0     | n.d.  |
|                                    | Partito Polacco del Lavoro                              | 1 801                    | 0,62                     | n.d.                     | 0     | n.d.  |
|                                    |                                                         |                          |                          |                          |       |       |
| Iscritti                           | Iscritti                                                | 1 618 883                | 100,00                   |                          |       |       |
| ↳ Votanti (% su iscritti)          | ↳ Votanti (% su iscritti)                               | 302 542                  | 18,69                    | n.d.                     |       |       |
| ↳ Voti validi (% su votanti)       | ↳ Voti validi (% su votanti)                            | 292 237                  | 96,59                    |                          |       |       |
| ↳ Schede non valide (% su votanti) | ↳ Schede non valide (% su votanti)                      | 10 305                   | 3,41                     |                          |       |       |
| ↳ Astenuti (% su iscritti)         | ↳ Astenuti (% su iscritti)                              | 1 316 341                | 81,31                    |                          |       |       |

| Eletti | Eletti          |
| ------ | --------------- |
|        | Tadeusz Zwiefka |

### VII legislatura
| Partito                            | Partito                                                 | Risultati 7 giugno 2009 | Risultati 7 giugno 2009 | Risultati 7 giugno 2009 | Seggi | Seggi   |
| Partito                            | Partito                                                 | Voti                    | %                       | ±                       | Num   | ±       |
| ---------------------------------- | ------------------------------------------------------- | ----------------------- | ----------------------- | ----------------------- | ----- | ------- |
|                                    | Piattaforma Civica                                      | 162 556                 | 43,08                   | 19,06                   | 1     | Stabile |
|                                    | Alleanza della Sinistra Democratica - Unione del Lavoro | 79 400                  | 21,04                   | 10,32                   | 1     | 1       |
|                                    | Diritto e Giustizia                                     | 73 183                  | 19,40                   | 10,26                   | 1     | 1       |
|                                    | Partito Popolare Polacco                                | 38 092                  | 10,10                   | 3,17                    | 0     | Stabile |
|                                    | Autodifesa della Repubblica Polacca                     | 6 958                   | 1,84                    | 9,96                    | 0     | Stabile |
|                                    | Intesa per il Futuro - Centro-sinistra                  | 4 477                   | 1,19                    | n.d.                    | 0     | n.d.    |
|                                    | Destra della Repubblica                                 | 3 589                   | 0,95                    | n.d.                    | 0     | n.d.    |
|                                    | Libertas Polonia                                        | 3 277                   | 0,87                    | n.d.                    | 0     | n.d.    |
|                                    | Unione per la Politica Reale                            | 3 265                   | 0,87                    | 0,78                    | 0     | Stabile |
|                                    | Partito Polacco del Lavoro                              | 2 513                   | 0,67                    | 0,05                    | 0     | Stabile |
|                                    |                                                         |                         |                         |                         |       |         |
| Iscritti                           | Iscritti                                                | 1 649 903               | 100,00                  |                         |       |         |
| ↳ Votanti (% su iscritti)          | ↳ Votanti (% su iscritti)                               | 385 476                 | 23,36                   | 4,67                    |       |         |
| ↳ Voti validi (% su votanti)       | ↳ Voti validi (% su votanti)                            | 377 310                 | 97,88                   |                         |       |         |
| ↳ Schede non valide (% su votanti) | ↳ Schede non valide (% su votanti)                      | 8 166                   | 2,12                    |                         |       |         |
| ↳ Astenuti (% su iscritti)         | ↳ Astenuti (% su iscritti)                              | 1 264 427               | 76,64                   |                         |       |         |

| Eletti | Eletti            |
| ------ | ----------------- |
|        | Tadeusz Zwiefka   |
|        | Janusz Zemke      |
|        | Ryszard Czarnecki |

### VIII legislatura
| Partito                            | Partito                                                 | Risultati 25 maggio 2014 | Risultati 25 maggio 2014 | Risultati 25 maggio 2014 | Seggi | Seggi   |
| Partito                            | Partito                                                 | Voti                     | %                        | ±                        | Num   | ±       |
| ---------------------------------- | ------------------------------------------------------- | ------------------------ | ------------------------ | ------------------------ | ----- | ------- |
|                                    | Piattaforma Civica                                      | 100 430                  | 27,99                    | 15,09                    | 1     | Stabile |
|                                    | Diritto e Giustizia                                     | 96 663                   | 26,94                    | 7,54                     | 1     | Stabile |
|                                    | Alleanza della Sinistra Democratica - Unione del Lavoro | 74 833                   | 20,86                    | 0,18                     | 1     | Stabile |
|                                    | Partito Popolare Polacco                                | 32 507                   | 9,06                     | 1,04                     | 0     | Stabile |
|                                    | Congresso della Nuova Destra                            | 20 753                   | 5,78                     | n.d.                     | 0     | n.d.    |
|                                    | Europa Plus - Twój Ruch                                 | 13 998                   | 3,90                     | n.d.                     | 0     | n.d.    |
|                                    | Polonia Solidale                                        | 9 065                    | 2,53                     | n.d.                     | 0     | n.d.    |
|                                    | Polonia Insieme                                         | 6 695                    | 1,87                     | n.d.                     | 0     | n.d.    |
|                                    | Movimento Nazionale                                     | 3 819                    | 1,06                     | n.d.                     | 0     | n.d.    |
|                                    |                                                         |                          |                          |                          |       |         |
| Iscritti                           | Iscritti                                                | 1 648 127                | 100,00                   |                          |       |         |
| ↳ Votanti (% su iscritti)          | ↳ Votanti (% su iscritti)                               | 372 342                  | 22,59                    | 0,77                     |       |         |
| ↳ Voti validi (% su votanti)       | ↳ Voti validi (% su votanti)                            | 358 763                  | 96,35                    |                          |       |         |
| ↳ Schede non valide (% su votanti) | ↳ Schede non valide (% su votanti)                      | 13 579                   | 3,65                     |                          |       |         |
| ↳ Astenuti (% su iscritti)         | ↳ Astenuti (% su iscritti)                              | 1 275 785                | 77,41                    |                          |       |         |

| Eletti | Eletti          |
| ------ | --------------- |
|        | Tadeusz Zwiefka |
|        | Kosma Złotowski |
|        | Janusz Zemke    |

### IX legislatura
| Partito                            | Partito                            | Risultati 26 maggio 2019 | Risultati 26 maggio 2019 | Risultati 26 maggio 2019 | Seggi | Seggi   |
| Partito                            | Partito                            | Voti                     | %                        | ±                        | Num   | ±       |
| ---------------------------------- | ---------------------------------- | ------------------------ | ------------------------ | ------------------------ | ----- | ------- |
|                                    | Coalizione Europea                 | 305 362                  | 46,01                    | n.d.                     | 1     | n.d.    |
|                                    | Diritto e Giustizia                | 260 408                  | 39,24                    | 12,30                    | 1     | Stabile |
|                                    | Primavera                          | 39 412                   | 5,94                     | n.d.                     | 0     | n.d.    |
|                                    | Kukiz'15                           | 25 694                   | 3,87                     | n.d.                     | 0     | n.d.    |
|                                    | Confederazione                     | 25 223                   | 3,80                     | n.d.                     | 0     | n.d.    |
|                                    | Lewica Razem                       | 7 533                    | 1,14                     | n.d.                     | 0     | n.d.    |
|                                    |                                    |                          |                          |                          |       |         |
| Iscritti                           | Iscritti                           | 1 603 561                | 100,00                   |                          |       |         |
| ↳ Votanti (% su iscritti)          | ↳ Votanti (% su iscritti)          | 669 469                  | 41,75                    | 19,16                    |       |         |
| ↳ Voti validi (% su votanti)       | ↳ Voti validi (% su votanti)       | 663 632                  | 99,13                    |                          |       |         |
| ↳ Schede non valide (% su votanti) | ↳ Schede non valide (% su votanti) | 5 837                    | 0,87                     |                          |       |         |
| ↳ Astenuti (% su iscritti)         | ↳ Astenuti (% su iscritti)         | 934 092                  | 58,25                    |                          |       |         |

| Eletti | Eletti            |
| ------ | ----------------- |
|        | Radosław Sikorski |
|        | Kosma Złotowski   |

### X legislatura
| Partito                            | Partito                                        | Risultati 9 giugno 2024 | Risultati 9 giugno 2024 | Risultati 9 giugno 2024 | Seggi | Seggi   |
| Partito                            | Partito                                        | Voti                    | %                       | ±                       | Num   | ±       |
| ---------------------------------- | ---------------------------------------------- | ----------------------- | ----------------------- | ----------------------- | ----- | ------- |
|                                    | Coalizione Civica                              | 241 737                 | 44,38                   | n.d.                    | 1     | n.d.    |
|                                    | Destra Unita                                   | 170 474                 | 31,30                   | 7,94                    | 1     | Stabile |
|                                    | Confederazione                                 | 55 789                  | 10,24                   | 6,44                    | 0     | Stabile |
|                                    | Terza Via                                      | 43 482                  | 7,98                    | n.d.                    | 0     | n.d.    |
|                                    | La Sinistra                                    | 25 660                  | 4,71                    | n.d.                    | 0     | n.d.    |
|                                    | Bezpartyjni Samorządowcy                       | 4 747                   | 0,87                    | n.d.                    | 0     | n.d.    |
|                                    | PolExit                                        | 1 480                   | 0,27                    | n.d.                    | 0     | n.d.    |
|                                    | Polonia Liberale - Sciopero degli imprenditori | 1 309                   | 0,24                    | n.d.                    | 0     | n.d.    |
|                                    |                                                |                         |                         |                         |       |         |
| Iscritti                           | Iscritti                                       | 1 530 806               | 100,00                  |                         |       |         |
| ↳ Votanti (% su iscritti)          | ↳ Votanti (% su iscritti)                      | 548 358                 | 35,82                   | 5,93                    |       |         |
| ↳ Voti validi (% su votanti)       | ↳ Voti validi (% su votanti)                   | 544 678                 | 99,33                   |                         |       |         |
| ↳ Schede non valide (% su votanti) | ↳ Schede non valide (% su votanti)             | 3 680                   | 0,67                    |                         |       |         |
| ↳ Astenuti (% su iscritti)         | ↳ Astenuti (% su iscritti)                     | 982 448                 | 64,18                   |                         |       |         |

| Eletti | Eletti           |
| ------ | ---------------- |
|        | Krzysztof Brejza |
|        | Kosma Złotowski  |